# Nicole Ladmiral
Pour les articles homonymes, voir Ladmiral.
Nicole Ladmiral est une comédienne française, née le 16 janvier 1930 à Paris où elle est morte le 11 avril 1958.

## Biographie
Nicole Ladmiral débute avec des petits rôles au théâtre et dans Quarante et quatre, La vengeance d'une jeune fille russe ; elle participe ensuite à quelques émissions de radio et devient la narratrice — elle n'apparaît pas à l'écran — du film Le Sang des bêtes de Georges Franju, en 1948.
Robert Bresson la remarque alors qu'elle joue dans la troupe de Daniel Laveugle au Studio des Champs-Élysées au sein du Théâtre des Champs-Elysées et lui propose d'incarner en 1950, dans Journal d'un curé de campagne, ce qui restera le grand rôle de sa vie artistique : Mademoiselle Chantal, la fille perverse et antipathique du comte d'Ambricourt.
Elle a été l'épouse de Francis Seyrig, le frère de l'actrice Delphine Seyrig,, puis la compagne de Roland Dubillard, avec lequel elle a eu une fille, Ariane, en 1956.
Passionnée par son art, mais ayant la réserve timide des orgueilleux, elle peine à accepter les compromissions du métier, rechignant à apparaître dans les mondanités où elle aurait pu rencontrer des personnalités intéressantes du cinéma. Refusant par ailleurs de démarcher les metteurs en scène, elle disait à ses rares amis : « Il me connait. S'il veut m'engager, qu'il le fasse. Pas besoin que j'aille me mettre à ses pieds. »
De plus en plus isolée, ayant quitté son mari pour s'installer seule, elle ne fait qu'ajouter la déception sentimentale à la déception professionnelle. Dépressive, elle part se reposer à la montagne puis en maison de santé, adhère à une secte religieuse créée par un mage caucasien. Elle obtient finalement un petit rôle dans La Veuve joyeuse au Théâtre Mogador, loin cependant de pouvoir la satisfaire. 
À l'âge de 28 ans, le matin du vendredi 11 avril 1958, elle se jette sous une rame de métro à la station Daumesnil. Elle est inhumée au cimetière d'Ormesson (Seine-et-Marne).

## Filmographie
- 1948 : Le Sang des bêtes de Georges Franju (voix)
- 1950 : Le Journal d'un curé de campagne de Robert Bresson : Chantal
- 1951 : Deux sous de violettes de Jean Anouilh (elle n’apparait pas dans le film)

## Théâtre
- 1952 : Quarante et quatre de Jean Davray, mise en scène Raymond Rouleau, Théâtre Michel

## Hommage
- La dédicace de l'épisode Fatale Beauté de la série Histoire(s) du cinéma réalisée par Jean-Luc Godard précise : Pour Michèle Firk et Nicole Ladmiral.